# نناد دورویچ
نناد دورویچ (صربی: Nenad Đorđević؛ زادهٔ ۷ اوت ۱۹۷۹) یک بازیکن فوتبال اهل صربستان است.